# David Armitage Bannerman
Pour les articles homonymes, voir Armitage et Bannerman.
David Armitage Bannerman est un ornithologue britannique, né le 27 novembre 1886 et mort le 6 avril 1979.
Il travaille au Natural History Museum de Londres et fait paraître The Birds of Tropical West Africa (8 volumes, 1930-1951), The Birds of West and Equatorial Africa (2 volumes, 1953), The Birds of the British Isles (12 volumes, 1933-1963) et The Birds of the Atlantic Islands (4 volumes, 1963-1968). Il préside le British Ornithologists' Club de 1932 à 1935.

## Orientation bibliographique
- William Serle (1979). David Armitage Bannerman (1886-1979), Ibis, 121 (4) : 521-520.

## Source
- (en) Cet article est partiellement ou en totalité issu de l’article de Wikipédia en anglais intitulé « David Armitage Bannerman » (voir la liste des auteurs).